# چسنود علیا
چسنود علیا (به لاتین: Chasnud-e ʽOlya) یک منطقهٔ مسکونی در افغانستان است که در ولسوالی شغنان واقع شده‌است.